# Buresilia
Genre
Buresilia est un genre d'opilions eupnois de la famille des Phalangiidae.

## Distribution
Les espèces de ce genre sont endémiques de Turquie.

## Liste des espèces
Selon World Catalogue of Opiliones (04/01/2023) :
- Buresilia kibrisensis  Kurt, Kunt & Gucel, 2022
- Buresilia macrina (Roewer, 1956)
- Buresilia nigerrima (Roewer, 1956)

## Publication originale
- Šilhavý, 1965 : « Die Weberknechte der Unterordnung Eupnoi aus Bulgarien; zugleich eine Revision Europäischer Gattungen der Unterfamilien Oligolophinae und Phalangiinae (Arachnoidea, Opilionidea). Ergebnisse der zoologischen Expedition der Tschechoslowakischen Akademie der Wissenschaften nach Bulgarien im Jahre 1957 (Teil V) Ceskoslovenská Spolecnost Entomologická. » Acta Entomologica Bohemoslovaca, vol. 62, no 5, p. 369-406.